# Smile.dk
Smile.dk é um grupo de bubblegum dance sueco formado em 1998 pelas suecas Nina Boquist e Veronica Almqvist (sendo a única membro da primeira formação do grupo). Seus principais hits são "Butterfly", do álbum de 1998 Smile e "Doo Be Di Boy", do álbum de 2000 Future Girls de grande notoriedade mundial. O grupo é muito conhecido por englobar temas da cultura japonesa em suas músicas como "Samurais" e "Gueixas".
A banda também é conhecida por muitas de suas músicas serem apresentadas em videogames musicais, como o Dance Dance Revolution. Elas também tem aparecido regularmente no jogo Dancemania desde a sua décima edição. E no mesmo jogo, tem sido uma das bandas mais destacadas, junto com outras bandas como Captain Jack e E-Rotic.

## História
Veronica Almqvist e Nina Boquist formaram pela primeira vez, no início de 1998, um grupo músical sob o nome de Smile, e lançaram no mesmo ano o seu primeiro álbum com o mesmo nome do grupo em 1998. Esse álbum recebeu atenção significativa no Japão. O primeiro single do álbum "Butterfly", foi licenciado integralmente pela Konami e que também apareceu no primeiro lançamento do jogo músical "Dance Dance Revolution ". , Elas também foram para a Coreia e se apresentaram no final de um episódio do SBS inkigayo.O segundo single do álbum,"Boys", homenageia completamente o sucesso da cantora Sabrina Salerno. O álbum foi mais tarde relançado com novas obras de arte e como novas faixas bônus no Japão, onde teve o certificado de ouro por 100.000 cópias enviadas para as lojas. Após o lançamento do álbum "Smile", Boquist deixou a banda para iniciar uma carreira solo e foi substituída por Malin Kernby. Durante esse tempo, o nome da banda foi alterado de Smile para Smile.dk, como o grupo estavam sendo comercializados com sucesso na Dinamarca. Eles lançaram dois álbuns de estúdio sob esta formação, Future Girls em 2000 e Golden Sky em 2002. No ano de 2005, de acordo com seu gerente, que alega que o Smile.dk havia passado por um aperto muito grande, devido ao fato de Almqvist e Kernby terem se casado; Kernby, naquela época, estava com uma criança a caminho. No entanto, ele não acreditava que Smile.dk se tornaria extinta, que provou ser correta com seu retorno, embora sem Kernby.
No início de 2008, os produtores de Smile.dk como Jamie Thompson (J-Mi / DJ Slash / MC Jay) e Dick Örnå (Mr. Dee) anunciaram no site BubblegumDancer.com que o Smile.dk voltaria em 2008 com um novo single mundial, "Doki Doki" e um novo álbum, Party Around The World. Também foi anunciado que Kernby estaria deixando o grupo, e Hannah Stockzell seria a nova integrante. A então cantora novata "Stockzell" cantou em todas as músicas do Party Around The World, exceto por "Doki Doki", que apresentou apenas Almqvist e Kernby, apesar de Kernby não ser mais um membro ativo. Smile.dk (com Almqvist e Stockzell) se apresentou ao vivo no San Japan, uma convenção de anime localizada em San Antonio, Texas, EUA, em 9 de agosto de 2008. Essa foi a primeira vez que elas se apresentaram na América do Norte. Eles também tocaram ao vivo na Sakura-Con 2009 em Seattle, Washington, EUA, entre 10 a 12 de abril de 2009.
Em abril de 2010, foi anunciado que Stockzell deixaria a Smile.dk por motivos pessoais e começaria uma carreira solo sob seu nome original "Hanna Stockzell". Também foi anunciado que Cecilia Reiskog se juntaria como nova integrante do Smile.dk. No final de 2011, elas lançaram seu primeiro single da nova formação chamada "Moshi Moshi", que foi adiada em alguns países até maio de 2012, devido a problemas com o seu lançamento. Um videoclipe animado de "Moshi Moshi" foi enviado ao canal oficial do YouTube do Smile.dk no início de 2012. Posteriormente, em 2012, eles também confirmaram que uma nova música estava sendo gravada chamada "Baby Boom", devido a Veronica e Cecilia terem engravidado em torno do mesmo período de tempo. Enquanto o trabalho para o novo álbum do Smile.dk continuava, o progresso do Smile.dk diminuiu para que Veronica e Cecilia pudessem se concentrar em suas vidas pessoais.

## Planos para o futuro e Turnê na China
Em 6 de outubro de 2013, Cecilia Reiskog anunciou na página oficial do Smile.dk no Facebook, que deixaria Smile.dk para se concentrar em sua vida pessoal. Veronica confirmou mais tarde que decidira continuar Smile.dk sozinha e não estaria adicionando um novo membro.
Em 2014, Veronica confirmou que o novo álbum estava pronto para ser lançado em breve, e que todas as músicas com Cecilia não serão regravadas e serão lançadas como estão, fazendo com que "The Make-Up Collection" seja a primeira e única de Cecilia. Mas por razões desconhecidas o álbum "The Make-Up Collection" nunca foi lançado e a Smile. Dk só voltaria em 2017 com o álbum FOREVER.
Em 14 de agosto de 2015, Veronica anunciou que o Smile.dk sairia em turnê de 30 de outubro a 8 de novembro na China. Mais tarde, em 25 de outubro, ela anunciou na Smile.dk página no Facebook que o próximo álbum será intitulado "Forever" que foi lançado no início de 2016. A turnê na China também foi movida para o início de 2016 para coincidir com o lançamento do álbum.
Em 9 de maio de 2016, J-Mi e a ex-integrante do Smile.Dk, Hannah Stockzell, confirmaram que sua equipe colaborou com o Smile.dk para um lançamento em EP de remix chamado "Koko Soko 2016", que foi originalmente lançado em 25 de maio daquele ano.
Em 28 de setembro de 2016, Veronica publicou 16 samples de faixas do novo álbum "Forever" na nova soundcloud do Smile.dk no site smilekmusic. O álbum conteu 7 novas músicas, 6 remakes e 3 remixes escolhidos como vencedores do concurso de remix de 2015.

## Discografia

### Álbum de estúdio
- 1998: Smile
- 2000: Future Girls
- 2002: Golden Sky
- 2008: Party Around the World
- 2017: FOREVER

### Álbuns de remix e compilações
- 2001: Smile Paradise
- 2016: Koko Soko 2016 [EP]

### Singles
- "Butterfly" (1998)
- "Coco" (1998)
- "Mr. Wonderful" (1998)
- "Boys" (1999)
- "Doo Be Di Boy" (2000)
- "Dragonfly" (2000)
- "Dancing All Alone" (2000)
- "Kissy Kissy" (2000)
- "Domo Domo Domo" (2002)
- "Doki Doki" (2008)
- "A Geisha's Dream" (feat. NAOKI) (2009)
- "Butterfly '09 (United Airforce Airplay Edit)" (2009)
- "Koko Soko" (2010)
- "Moshi Moshi" (2011)
- "Our Little Corner" (2015)
- "Koko Soko 2016" (2016)
- "A Merry Christmas" (2016)
- "Butterfly (Anniversary Edition)" (2018)

### Dancemania
- 10 (1998), X1 (1999), X5 (2000), X7 (2000), X8 (2001)
- Delux : 3 (1999), 4 (2000)
- Speed : 2 (1999), 3 (1999), Best 2001(2000), 6 (2001)Speed G : 1 (2003), 2 (2003)
- Happy Paradise : 1 (2000), 2 (2001)
- Best Red (2002)
- Ex : 2 (2003), 4 (2003)
- Hyper Delux (2003)
- Treasure (2006)